# Ирвинг, Кайри
Кайри́ Э́ндрю И́рвинг (англ. Kyrie Andrew Irving; 23 марта 1992, Мельбурн, Виктория, Австралия) — австралийский и американский профессиональный баскетболист, выступающий за команду НБА «Даллас Маверикс». Играет на позиции разыгрывающего защитника. После года, проведённого в Университете Дьюка, Ирвинг был выбран под первым номером на драфте НБА 2011 года командой «Кливленд Кавальерс». В дебютном сезоне в составе «Кавс» Ирвинг, набирая 18,5 очка и 5,4 передачи в среднем за матч, был признан новичком года. За время пребывания в НБА Кайри 8 раз принимал участие в матче всех звезд НБА, где в 2014 году получил титул самого ценного игрока, а также входил в третью сборную всех звезд. На международном уровне Ирвинг выступает за баскетбольную сборную США, в составе которой стал чемпионом мира и был признан самым ценным игроком чемпионата мира 2014 года.

## Ранние годы
Кайри родился 23 марта 1992 года в Мельбурне, где прожил полтора года, пока его отец, Дредерик Ирвинг, играл за местную профессиональную баскетбольную команду «Буллин Бумерс». Кайри имеет двойное гражданство — США и Австралии. Затем семья вернулась в США и обосновалась в Нью-Джерси. У Кайри есть две сестры, Лонден и Эйжия, его мать Элизабет умерла, когда ему было четыре года. В детстве Кайри болел за команду «Нью-Джерси Нетс» и в 2003 году вместе с отцом и сестрой посещал матчи финальной серии, в которой «Нетс» играли с «Сан-Антонио Спёрс».

## Старшая школа

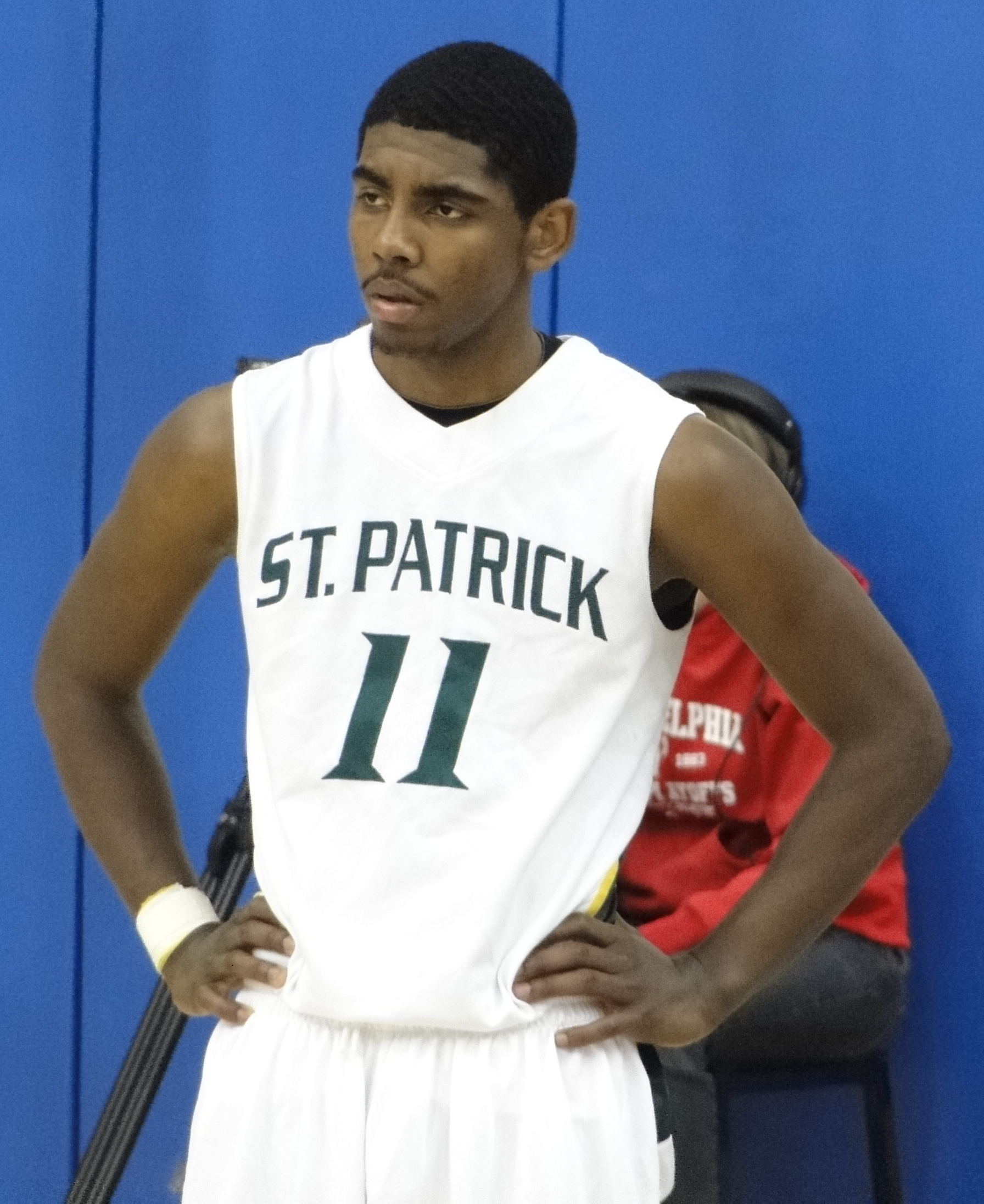
Ирвинг в 2010 году

Ирвинг два года проучился в старшей школе Монтклэра, где был ведущим игроком баскетбольной команды. В сезоне 2007—2008 он в среднем за игру школьного чемпионата набирал 26,5 очков, делал 10,3 подбора, 4,8 передач и 3,6 перехватов, а также помог своей команде выиграть титул чемпиона штата Нью-Джерси в своей возрастной категории. Уже в 16 лет Ирвинг получил предложение спортивной стипендии от многих колледжей, в числе которых назывались Мемфис, Сент-Джонс, Дьюк, Канзас, Индиана, Вилланова, Ратгерс, Сетон-Холл, Западная Виргиния, Виргиния и политех Виргинии. Осенью 2008 года Ирвинг перевёлся в старшую школу святого Патрика в городе Элизабет. В одной команде с Кайри играл другой перспективный игрок национального уровня, Майкл Кидд-Гилхрист, окончивший школу на год позже Ирвинга.
Ирвинг два года проучился в школе святого Патрика. В 2010 году он принял участие в матчах всех звёзд школьной лиги, организованных Jordan Brand и McDonald's, причём в первом он разделил звание самого ценного игрока с Харрисоном Барнсом. Также по итогам сезона Ирвинг был включён в символические сборные по версиям журнала Parade и газеты USA Today, вошёл в финальный список претендентов на приз имени Джеймса Нейсмита лучшему баскетболиста среди школьников и был признан лучшим баскетболистом штата Нью-Джерси. Портал Scout.com отдал ему второе место в своём рейтинге самых перспективных баскетболистов среди выпускников 2010 года, ESPN — 3-е место, а Rivals — 4-е место.

## Университет Дьюка
22 октября 2009 года Ирвинг публично объявил о том, что будет поступать в Университет Дьюка по окончании школы. Сезон 2010—2011 в университетской команде «Дьюк Блю Девилз» под руководством главного тренера Майка Кшижевски Ирвинг начал в стартовой пятёрке. В первых восьми играх сезона он был лидером команды по очкам, набирая в среднем по 17,4 за игру при проценте попадания 53,2. Кроме того, он делал в среднем за игру 5,1 передачу, 3,8 подборов и 1,5 перехватов. Три раза он признавался лучшим новичком недели в конференции ACC.
В восьмой игре сезона Ирвинг серьёзно травмировал большой палец на правой ноге. Из-за этой травмы он пропустил примерно две трети игр сезона. Лишь 17 марта 2011 года Кайри вернулся в строй, к играм первого раунда турнира НАСС, но выходил в игру со скамейки и получал меньше игрового времени. Команда Университета Дьюка дошла до стадии полуфинала регионального турнира, когда за чемпионский титул оставались бороться шестнадцать команд. В этом раунде команда Ирвинга, несмотря на набранные им 28 очков, проиграла Аризонскому университету. Первый сезон в студенческом баскетболе стал для Кайри единственным, так как весной 2011 года он выставил свою кандидатуру на драфт НБА и вскоре нанял агента.

## Личная жизнь
С 2013 по 2015 года состоял в отношениях с Мисс Техас 2010 года Андреей Уилсон. У бывшей пары есть дочь — Азури Элизабет Ирвинг (род. 23 ноября 2015).
С декабря 2018 года Ирвинг состоит в отношениях с блогером Марлин Уилкерсон. В июне 2021 года у пары родился сын.

## Карьера в НБА
23 июня 2011 года Ирвинг был выбран на драфте НБА под первым номером клубом «Кливленд Кавальерс». Ему не удалось пройти с командой летний тренировочный лагерь из-за начавшегося в НБА локаута, который продолжался до декабря. 9 декабря 2011 года Ирвинг подписал контракт с «Кавальерс».
Профессиональный дебют Ирвинга состоялся 26 декабря 2011 года в игре против «Торонто Рэпторс». Кайри набрал шесть очков и сделал семь результативных передач, а его команда уступила со счётом 96-104. С начала сезона Ирвинг стал основным разыгрывающим «Кавальерс» и вскоре стал лидером команды по набранным очкам и передачам. В январе и феврале Кайри признавался лучшим новичком месяца в Восточной конференции. 24 февраля 2012 года Ирвинг принял участие в матче новичков НБА в рамках Звёздного уикенда. Играя за команду Чака, он набрал 34 очка, реализовав при этом 8 из 8 трёхочковых бросков, и был удостоен звания самого ценного игрока матча. Свой дебютный сезон в НБА Ирвинг завершил со следующими показателями: 18,5 очков, 5,4 передачи и 3,7 подборов в среднем за игру. По итогам сезона он был признан лучшим новичком, получив 117 голосов из 120 возможных, и единогласно был включён в первую сборную лучших новичков.
14 июля 2012 года на командной тренировке в Лас-Вегасе Ирвинг получил перелом кисти правой руки, ему была сделана операция. Он успел восстановиться к началу своего второго сезона в НБА, однако в одной из игр начала сезона против «Даллас Маверикс» Ирвинг получил ещё одну травму, повредив указательный палец. Из-за этой травмы он был вынужден пропустить три недели. После возвращения в декабре 2012 года Кайри сломал челюсть в игре с «Милуоки Бакс». На следующую игру против «Нью-Йорк Никс» он вышел в чёрной защитной маске и установил личный рекорд результативности, набрав 41 очко. Этот результат также сделал его самым молодым баскетболистом в истории НБА, который преодолевал отметку в 40 очков на «Мэдисон-сквер-гарден». Предыдущий рекорд установил Майкл Джордан в 1985 году. В феврале 2013 года Ирвинг принял участие в своём первом матче всех звёзд НБА. Играя за команду Восточной конференции он набрал 15 очков, сделал 4 передачи и 3 подбора. Кроме того, Кайри вновь принял участие в матче новичков НБА, где набрал 32 очка за команду Шака. Также Ирвинг выиграл конкурс трёхочковых бросков. Свой второй сезон в НБА Ирвинг завершил с показателями 22,5 очка, 5,9 передач, 3,7 подборов и 1,5 перехвата в среднем за игру.
Ирвинг был выбран болельщиками стартовым разыгрывающим команды Восточной конференции на Матч всех звёзд НБА 2014 года. В самом матче, состоявшемся 16 февраля, он набрал 31 очко и сделал 14 передач, приведя свою команду к победе и став самым ценным игроком матча. 28 февраля 2014 года Ирвинг сделал первый в карьере трипл-дабл, набрав 21 очко, сделав 12 передач и 10 подборов в победной игре против команды «Юта Джаз». 5 апреля 2014 года Кайри обновил личный рекорд результативности, набрав 44 очка в игре против «Шарлотт Бобкэтс». Сезон 2013/2014 он закончил с показателями 20,8 очков, 6,1 передач, 3,6 подборов и 1,5 перехвата в среднем за игру.
10 июля 2014 года Ирвинг подписал с «Кавальерс» новый пятилетний контракт на сумму 90 млн долларов, действие которого начнётся летом 2015 года. Тем же летом в команду вернулся Леброн Джеймс и перешёл из «Миннесоты» Кевин Лав, что позволило говорить о появлении в «Кливленде» нового «Большого трио». Кроме того, на место главного тренера пришёл Дэвид Блатт, добившийся больших успехов на международном уровне, но никогда не работавший с командой НБА. Начало сезона для «Кавальерс» вышло неудачным — при пяти победах команда потерпела 7 поражений. Затем с конца ноября по 11 декабря последовала серия из восьми побед подряд. В ней Ирвинг в среднем набирал 19,3 очка. В декабре у команды вновь наступил спад, лидеры пропускали ряд игр из-за травм, прошла серия обменов, в результате которой две оставшиеся позиции в стартовой пятёрке изменились.

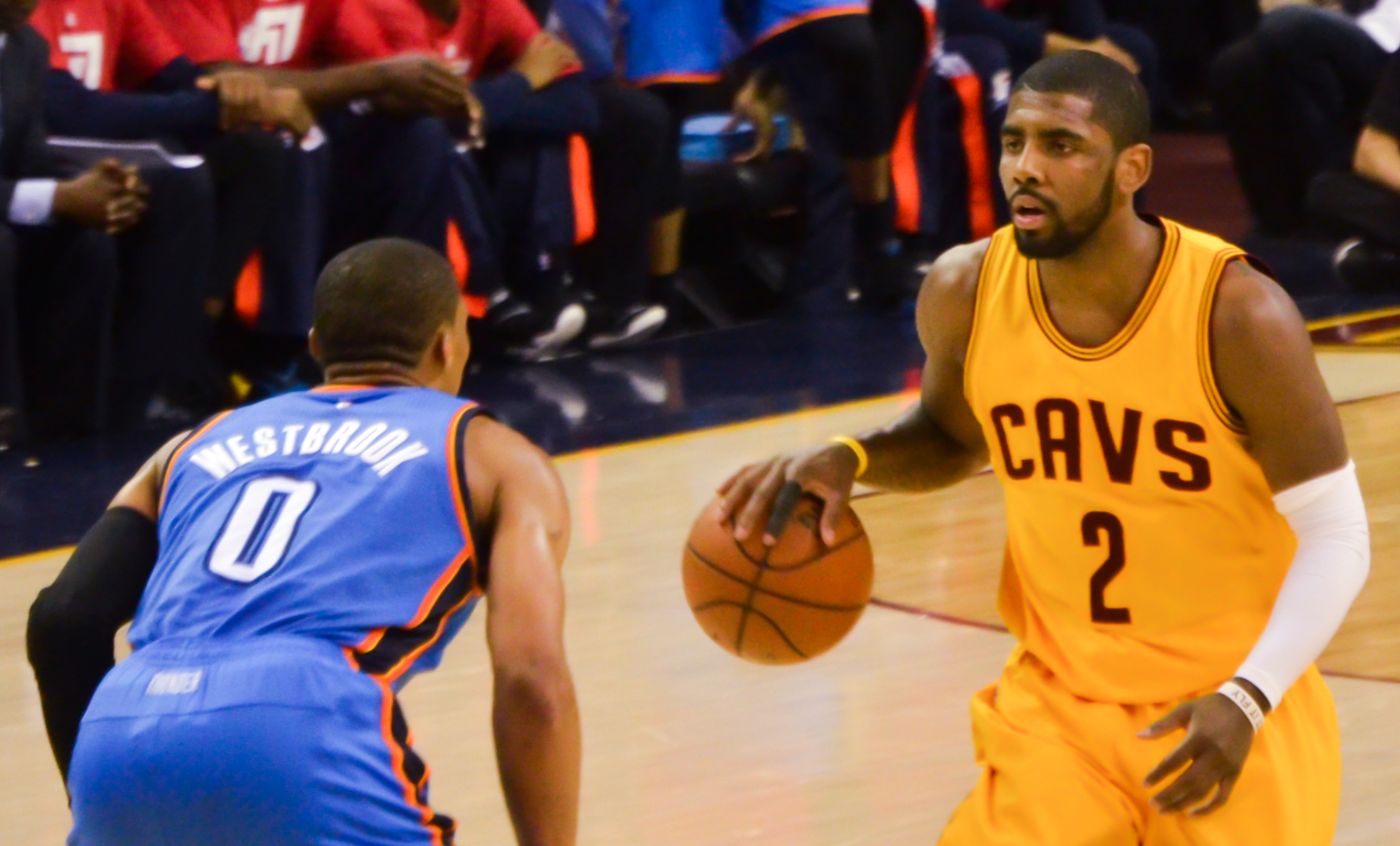
Ирвинг против Расселла Уэстбрука в 2015

29 января 2015 года в матче с «Портлендом» Кайри вновь обновил рекорд результативности, набрав 55 очков (17/36 с игры, 11/19 трехочковые, 10/10 штрафные), а также сделал 4 подбора, 5 передач, 2 перехвата и всего лишь 3 потери. Таким образом, он обновил рекорды «Кавальерс» по забитым 3-очковым броскам и по набранным очкам в «Квикен Лоэнс-арене».
13 марта 2015 года в матче с «Сан-Антонио» Кайри вновь обновил рекорд результативности — 57 очков (20/32 с игры, 7/7 трехочковые, 10/10 штрафные), а также сделал 3 подбора, 5 передач, 4 перехвата и 2 потери. Таким образом, Ирвинг установил также рекорд «Кавальерс» по количеству набранных очков в одной игре, превзойдя достижение Леброна Джеймса (56 очков), установленное 3 марта 2005 года в матче против «Торонто Рэпторс».
Всего в сезоне 2014/2015 Ирвинг принял участие в 75 играх регулярного сезона, набирая в среднем по 21,7 очка, делая по 5,2 передачи, 3,2 подбора и 1,5 перехвата. За сезон Кайри записал на свой счет 6 дабл-даблов. Команда впервые за 5 лет сумела выйти в плей-офф, закончив чемпионат с 53 победами (29 поражений). «Кливленд» выиграл центральный дивизион, а также занял второй место в Восточной конференции, пропустив вперед лишь «Атланту Хокс». В первом раунде матчей на вылет «Кавальерс» уверенно переиграли «Бостон Селтикс» (4-0). В серии, которая стала первой в карьере для Ирвинга, Кайри набирал 23,3 очка и делал 4,3 передачи. В плей-офф 2015 года «Кливленд Кавальерс», поочередно победив «Бостон Селтикс» (4-0), «Чикаго Буллз» (4-2) и «Атланта Хокс» (4-0), стали во второй раз в своей истории чемпионами Восточной конференции и вышли в Финал чемпионата НБА. Во время овертайма 1 игры финала против «Голден Стэйт Уорриорз» Кайри Ирвинг усугубил травму левого колена полученную в первом матче финала Восточной конференции плей-офф НБА и не смог продолжить матч МРТ выявила у Кайри перелом левой коленной чашечки. 7 июня Ирвинг успешно перенес операцию, восстановление после которой, по прогнозам врачей, составит три-четыре месяца. Таким образом Кайри пропустил оставшиеся матчи финала, в его отсутствие «Кавальерс» уступили «Уорриорз» в шести матчах. В 13 играх плей-офф показатели Ирвинга составили 19,0 очка, 3,8 передачи, 3,6 подбора и 1,3 перехвата.
22 августа 2017 года был обменян в «Бостон Селтикс» на Айзею Томаса, Анте Жижича, Джея Краудера и драфт-пик первого раунда 2018 года. В первом сезоне за «Бостон Селтикс» он принял участие в 60 играх регулярного чемпионата, набирая в среднем по 24,4 очка, делая по 5,1 передачи, 3,8 подбора и 1,1 перехвата. За сезон он сдедал один дабл-дабл в матче со своей бывшей командой «Кливленд Кавальерс» — набрал 22 очка и 10 передач. Тот сезон команда Ирвинга закончила на 2 месте с 55 победами и 27 поражениями. В плей-офф 2018 года «Бостон Селтикс» без Ирвинга дошёл до финала Восточной Конференции, поочерёдно выбив «Милуоки Бакс» (4-3) и «Филадельфию 76» (4-1) в которой проиграли «Кливленд Кавальерс» во главе с Леброном Джеймсом.
6 февраля 2023 года «Бруклин Нетс» обменяли Ирвинга вместе с Маркиффом Моррисом в «Даллас Маверикс» на Дориана Финни-Смита, Спенсера Динвидди, незащищенный выбор первого раунда драфта 2029 года и выборы второго раунда драфта в 2027 и 2029 годах.
7 июля 2023 года Ирвинг подписал трехлетний контракт с «Маверикс» на 120 миллионов долларов с опцией игрока на третий год.
11 января 2024 года Ирвинг набрал 44 очка и отдал 10 передач в победе над «Нью-Йорк Никс» со счетом 128-124. 17 марта Ирвинг набрал 24 очка, сделал семь подборов, девять передач и забил победный бросок с левой руки в победе над «Денвер Наггетс» со счетом 107-105. Этот победный бросок стал рекордным 21-футовым флоатером, самым дальним броском «крюком» за всю историю игры. 7 апреля Ирвинг набрал рекордные для себя 48 очков в овертайме в победе со счетом 147-136 над «Хьюстон Рокетс». Ирвинг закончил регулярный сезон, едва не повторив линейку в сезоне 50-40-90, которой он достиг в 2021 году, завершив этот с процентом попаданий с игры 49,7%, что всего на 0,3% меньше, в сочетании с 41,1% трехочковых и 90,5% — со штрафных бросков.
30 мая в пятой игре финала Западной конференции против «Миннесоты Тимбервулвз» Ирвинг набрал 36 очков, а также четыре подбора и пять передач, что помогло «Далласу» завершить серию победой со счетом 124-103, и «Маверикс» впервые с 2011 года вышли в финал НБА, где встретятся с бывшей командой Ирвинга, «Бостон Селтикс». За исключением 35 очков, набранных в третьей игре, Ирвинг на протяжении всего финала испытывал серьезные трудности, набирая в среднем всего шестнадцать очков за игру в остальных четырех матчах, и «Даллас» проиграл в пяти играх.
Спортивные журналисты объявили сезон «ренессансом», «возрождением», «искуплением» карьеры Ирвинга: игрок-ветеран вновь демонстрировал результаты и статистику на уровне высшей лиги.
25 ноября 2024 года Кайри Ирвинг набрал 32 очка, 7 подборов и 6 передач в победной игре с «Атлантой Хокс» со счетом 129:119.
17 января 2025 года в матче против «Оклахома-Сити Тандер» Ирвинг реализовал 3 трехочковых броска и поднялся на 27-е место в истории НБА по количеству точных 3-очковых, обойдя Коби Брайанта. 10 февраля Ирвинг в девятый раз в своей карьере был включен в заявку на участие в матче всех звезд НБА. 3 марта Ирвинг порвал переднюю крестообразную связку в первой четверти матча с «Сакраменто Кингз», что завершило его сезон и поставило под вопрос его участие в сезоне 2025/26. 26 марта Ирвинг перенес успешную операцию по восстановлению передней крестообразной связки.

## Международная карьера

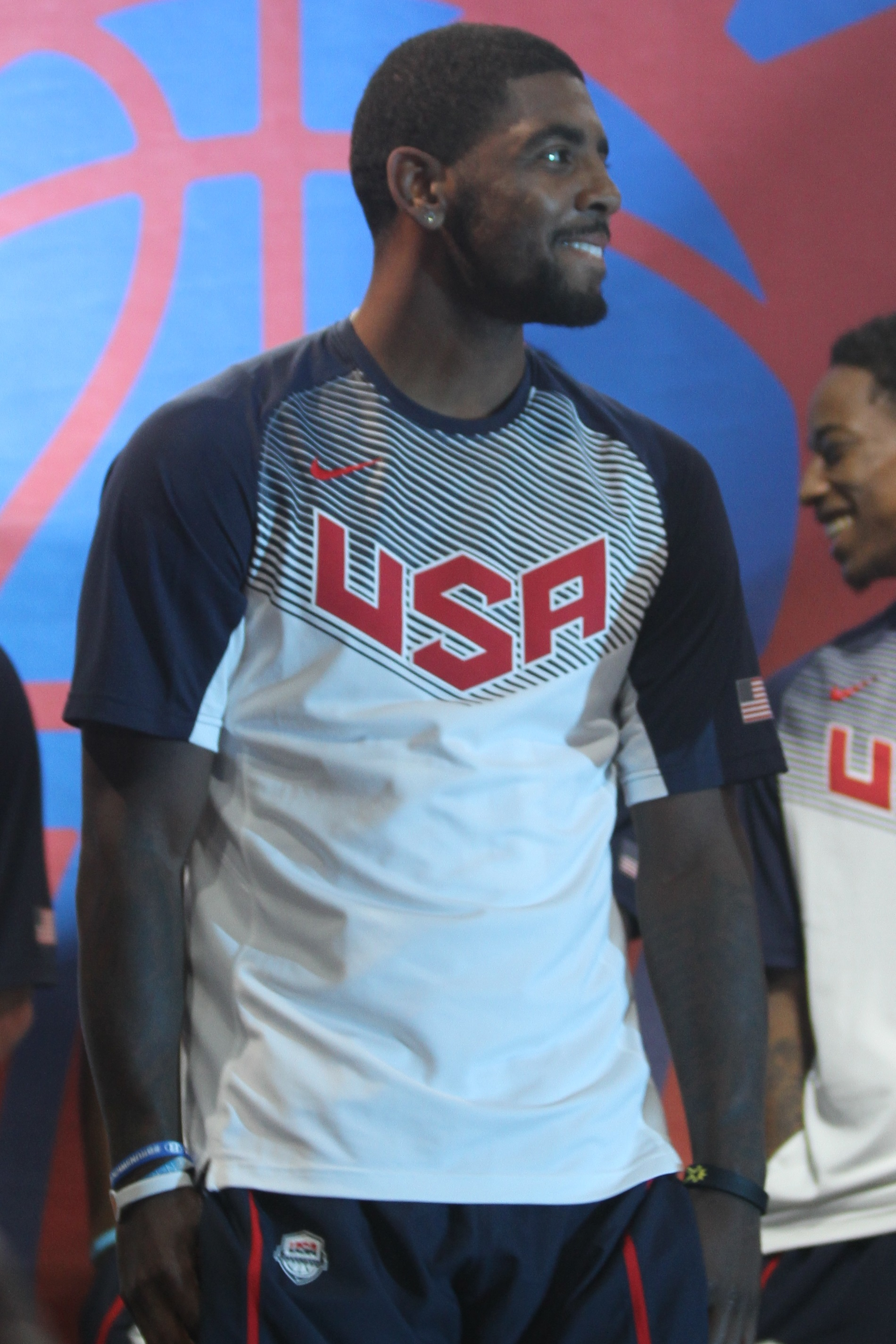
Ирвинг в форме сборной США

20 января 2010 года Ирвинг был включён в состав молодёжной сборной США, за которую он 10 апреля в Орегоне сыграл в рамках ежегодного турнира Nike Hoop Summit против сборной мира. В той игре он набрал 15 очков, отдал 5 результативных передач. В июне 2010 года Ирвинг помог американской сборной выиграть золотые медали чемпионата Америки среди юношей до 18 лет, проходившего в Сан-Антонио. Все пять матчей турнира, выигранных американской сборной, Кайри начинал в стартовой пятёрке и в среднем за игру набирал 13,6 очков, делал 5 подборов и отдавал 4,2 передачи. Имея двойное гражданство, Ирвинг мог выступать на взрослом уровне либо за сборную Австралии, либо за сборную США.
Ирвинг выбрал сборную США. В её составе он завоевал золотые медали на чемпионате мира по баскетболу 2014 года и был признан самым ценным игроком турнира. На соревновании Ирвинг вышел в стартовом составе во всех девяти матчах и в среднем за игру набирал 12,1 очка и делал 3,6 передачи. В финальном матча чемпионата против сборной Сербии Кайри набрал 26 очков, реализовав 6 из 6 бросков из-за трёхочковой линии. За свои достижения, Ирвинг был назван баскетболистом года в США.

## Статистика

### Статистика в НБА
| Сезон                                                                                    | Команда  | Регулярный сезон | Регулярный сезон | Регулярный сезон | Регулярный сезон | Регулярный сезон | Регулярный сезон | Регулярный сезон | Регулярный сезон | Регулярный сезон | Регулярный сезон | Регулярный сезон | Серия плей-офф | Серия плей-офф | Серия плей-офф | Серия плей-офф | Серия плей-офф | Серия плей-офф | Серия плей-офф | Серия плей-офф | Серия плей-офф | Серия плей-офф | Серия плей-офф |
| Сезон                                                                                    | Команда  | GP               | GS               | MPG              | FG%              | 3P%              | FT%              | RPG              | APG              | SPG              | BPG              | PPG              | GP             | GS             | MPG            | FG%            | 3P%            | FT%            | RPG            | APG            | SPG            | BPG            | PPG            |
| ---------------------------------------------------------------------------------------- | -------- | ---------------- | ---------------- | ---------------- | ---------------- | ---------------- | ---------------- | ---------------- | ---------------- | ---------------- | ---------------- | ---------------- | -------------- | -------------- | -------------- | -------------- | -------------- | -------------- | -------------- | -------------- | -------------- | -------------- | -------------- |
| 2011/12                                                                                  | Кливленд | 51               | 51               | 30,5             | 46,9             | 39,9             | 87,2             | 3,7              | 5,4              | 1,1              | 0,4              | 18,5             | Не участвовал  | Не участвовал  | Не участвовал  | Не участвовал  | Не участвовал  | Не участвовал  | Не участвовал  | Не участвовал  | Не участвовал  | Не участвовал  | Не участвовал  |
| 2012/13                                                                                  | Кливленд | 59               | 59               | 34,7             | 45,2             | 39,1             | 85,5             | 3,7              | 5,9              | 1,5              | 0,4              | 22,5             | Не участвовал  | Не участвовал  | Не участвовал  | Не участвовал  | Не участвовал  | Не участвовал  | Не участвовал  | Не участвовал  | Не участвовал  | Не участвовал  | Не участвовал  |
| 2013/14                                                                                  | Кливленд | 71               | 71               | 35,2             | 43,0             | 35,8             | 86,1             | 3,6              | 6,1              | 1,5              | 0,3              | 20,8             | Не участвовал  | Не участвовал  | Не участвовал  | Не участвовал  | Не участвовал  | Не участвовал  | Не участвовал  | Не участвовал  | Не участвовал  | Не участвовал  | Не участвовал  |
| 2014/15                                                                                  | Кливленд | 75               | 75               | 36,4             | 46,8             | 41,5             | 86,3             | 3,2              | 5,2              | 1,5              | 0,3              | 21,7             | 13             | 13             | 35,7           | 43,8           | 45,0           | 84,1           | 3,6            | 3,8            | 1,3            | 0,8            | 19,0           |
| 2015/16                                                                                  | Кливленд | 53               | 53               | 31,5             | 44,8             | 32,2             | 88,5             | 3,0              | 4,7              | 1,1              | 0,3              | 19,6             | 21             | 21             | 36,8           | 47,5           | 44,0           | 87,5           | 3,0            | 4,7            | 1,7            | 0,6            | 25,2           |
| 2016/17                                                                                  | Кливленд | 72               | 72               | 35,1             | 47,3             | 40,1             | 90,5             | 3,2              | 5,8              | 1,2              | 0,3              | 25,2             | 18             | 18             | 36,3           | 46,8           | 37,3           | 90,5           | 2,8            | 5,3            | 1,3            | 0,4            | 25,9           |
| 2017/18                                                                                  | Бостон   | 60               | 60               | 32,2             | 49,1             | 40,8             | 88,9             | 3,8              | 5,1              | 1,1              | 0,3              | 24,4             | Не участвовал  | Не участвовал  | Не участвовал  | Не участвовал  | Не участвовал  | Не участвовал  | Не участвовал  | Не участвовал  | Не участвовал  | Не участвовал  | Не участвовал  |
| 2018/19                                                                                  | Бостон   | 67               | 67               | 33,0             | 48,7             | 40,1             | 87,3             | 5,0              | 6,9              | 1,5              | 0,5              | 23,8             | 9              | 9              | 36,7           | 38,5           | 31,0           | 90,0           | 4,4            | 7,0            | 1,3            | 0,4            | 21,3           |
| 2019/20                                                                                  | Бруклин  | 20               | 20               | 32,9             | 47,8             | 39,4             | 92,2             | 5,2              | 6,4              | 1,4              | 0,5              | 27,4             | Не участвовал  | Не участвовал  | Не участвовал  | Не участвовал  | Не участвовал  | Не участвовал  | Не участвовал  | Не участвовал  | Не участвовал  | Не участвовал  | Не участвовал  |
| 2020/21                                                                                  | Бруклин  | 54               | 54               | 34,9             | 50,6             | 40,2             | 92,2             | 4,8              | 6,0              | 1,4              | 0,7              | 26,9             | 9              | 9              | 36,1           | 47,2           | 36,9           | 92,9           | 5,8            | 3,4            | 1,0            | 0,6            | 22,7           |
| 2021/22                                                                                  | Бруклин  | 29               | 29               | 37,6             | 46,9             | 41,8             | 91,5             | 4,4              | 5,8              | 1,4              | 0,6              | 27,4             | 4              | 4              | 42,6           | 44,4           | 38,1           | 100,0          | 5,3            | 5,3            | 1,8            | 1,3            | 21,3           |
| 2022/23                                                                                  | Бруклин  | 40               | 40               | 37,0             | 48,6             | 37,4             | 88,3             | 5,1              | 5,3              | 1,0              | 0,8              | 27,1             | Не участвовал  | Не участвовал  | Не участвовал  | Не участвовал  | Не участвовал  | Не участвовал  | Не участвовал  | Не участвовал  | Не участвовал  | Не участвовал  | Не участвовал  |
| 2022/23                                                                                  | Даллас   | 20               | 20               | 38,1             | 51,0             | 39,2             | 94,7             | 5,0              | 6,0              | 1,3              | 0,6              | 27,0             | Не участвовал  | Не участвовал  | Не участвовал  | Не участвовал  | Не участвовал  | Не участвовал  | Не участвовал  | Не участвовал  | Не участвовал  | Не участвовал  | Не участвовал  |
| 2023/24                                                                                  | Даллас   | 58               | 58               | 35,0             | 49,7             | 41,1             | 90,5             | 5,0              | 5,2              | 1,3              | 0,5              | 25,6             | 22             | 22             | 40,0           | 46,7           | 39,0           | 84,9           | 3,7            | 5,1            | 1,0            | 0,3            | 22,1           |
|                                                                                          | Всего    | 729              | 729              | 34,4             | 47,4             | 39,3             | 88,6             | 4,0              | 5,7              | 1,3              | 0,4              | 23,6             | 96             | 96             | 37,5           | 45,8           | 39,2           | 88,3           | 3,7            | 4,9            | 1,3            | 0,6            | 23,0           |
| Наведите курсор мыши на аббревиатуры в заголовке таблицы, чтобы прочесть их расшифровку. |          |                  |                  |                  |                  |                  |                  |                  |                  |                  |                  |                  |                |                |                |                |                |                |                |                |                |                |                |

### Статистика в NCAA
| Сезон | Команда | Conf  | Class | GP | GS | MPG  | FG%  | 3P%  | FT%  | RPG | APG | SPG | BPG | PPG  |
| --- | ------- | ----- | ----- | -- | -- | ---- | ---- | ---- | ---- | --- | --- | --- | --- | ---- |
| 2010/11 | Дьюк    | ACC   | FR    | 11 | 8  | 27,5 | 52,9 | 46,2 | 90,1 | 3,4 | 4,3 | 1,5 | 0,5 | 17,5 |
| Всего | Всего   | Всего | Всего | 11 | 8  | 27,5 | 52,9 | 46,2 | 90,1 | 3,4 | 4,3 | 1,5 | 0,5 | 17,5 |
| Наведите курсор мыши на аббревиатуры в заголовке таблицы, чтобы прочесть их расшифровку Статистика приведена с сайта sports-reference.com |         |       |       |    |    |      |      |      |      |     |     |     |     |      |